# Hirofumi Nojima
Hirofumi Nojima (野島裕史, Nojima Hirofumi), né le 16 avril 1973 à Tokyo, est un doubleur japonais (seiyū).

## Anime

### Série télévisée
- Agatha Christie no Meitantei Poirot to Marple (Hastings)
- ARIA The ANIMATION (Akatsuki Izumo)
- ARIA The NATURAL (Akatsuki Izumo)
- Aria the Origination (Akatsuki Izumo)
- Bakugan series (Ren Krawler) Japanese Dub
- Bakuman (Yujiro Hattori)
- Crush Gear Nitro (Yū Akusawa)
- Death Note (Reiji Namikawa)
- Digimon Savers (Touma H. Norstein)
- Fantastic Children (Flow's father, GED board member D (eps. 10, 14, 22-23), nobleman A (ep. 16, 18-19), orphanage man (ep. 1, 3, 4), Poppu (ep. 7), reporter A (ep. 2), researcher A (eps. 11-12, 25), soldier (ep. 24))
- Gakuen Alice (Assistant teacher)
- Gakuen Heaven: Boy's Love Hyper (Takuto Iwai)
- Gilgamesh (Decem)
- Gunparade Orchestra (Kō Kojima)
- HeartCatch PreCure! (Cobrajar)
- Heroman (Howard)
- Honey and Clover (Kazuhiko Hasegawa, male student C (ep. 11))
- Inazuma Eleven(Shuuya Gouenji)
- Inukami! (Sōtaro Kawahira)
- Inu-Yasha (Deshi/Disciple)
- Jigoku Shōjo Futakomori (Shōki (ep. 4))
- Karin (Boogie-kun, Julien's manager)
- Kiddy Grade (Renault Berlioz)
- Kingdom (Mou Ten)
- Kuroko's basket (Shun Izuki)
- Midori no Hibi (Osamu Miyahara)
- Nanatsuiro Drops (Masaharu Tsuwabuki)
- Nurarihyon no Mago (Masatsugu Keikain)
- Ōkami-san to Shichinin no Nakamatachi (Liszt Kiriki)
- One Piece (Who's Who)
- Overman King Gainer (Gainer Sanga)
- Pandora Hearts (Eliot Nightray)
- Pokémon (Denzi)
- Romeo x Juliet (Francisco)
- SD Gundam Force (Kijumaru, Purio)
- Shakugan no Shana (Hayato Ike)
- Shakugan no Shana Second (Hayato Ike)
- Shakugan no Shana III Final (Hayato Ike, Takemikazuchi)
- Soul Eater (Clown)
- Tatakau Shisho - The Book of Bantorra (Enrique Bishilie)
- Toradora! (Yūsaku Kitamura)
- Trinity Blood (young Cain - ep. 24)
- Toaru Kagaku no Railgun (Hatsuya Kaitabai)
- Ueki no Hōsoku (Kuroiwa)
- Utawarerumono (Hien)
- Victorian Romance Emma (Robert Halford)
- Vampire Knight Guilty (Haruka Kuran)
- Yamato Nadeshiko Shichi Henge (Ranmaru Morii)
- Inazuma Eleven Go (Kurumada Gouichi) (Ishido Shuuji)

### OVA
- Saint Seiya: The Lost Canvas (Sagittarius Sisyphus)

## Drama
- Kaizoku Sentai Gokaiger (Lord Walz Gil)